# Comandante Supremo das Forças Armadas da Coreia do Norte
O Comandante Supremo das Forças Armadas da República Popular Democrática da Coreia (em coreano: 조선민주주의인민공화국 무력 최고사령관) é o cargo mais alto do comando do Exército Popular da Coreia (EPC), as forças armadas da Coreia do Norte, que é uma das maiores forças armadas do mundo, com cerca de 1,9 milhões de militares e reservas militares. Constitucionalmente, o cargo está ligado ao cargo de presidente da Comissão de Assuntos de Estado. De acordo com a constituição da Coreia do Norte: "O Presidente da Comissão de Assuntos de Estado é o comandante supremo de todas as forças armadas da República Popular Democrática da Coreia e comanda e dirige todas as forças armadas do Estado".
O posto foi criado em 5 de julho de 1950 como o Comandante Supremo do Exército Popular da Coreia (em coreano: 조선 인민군 최고 사령관) até 15 de abril de 2019, quando o posto ficou conhecido com o nome atual.

## História
Choi Yong-kun foi o primeiro comandante supremo do Exército Popular da Coreia desde a fundação da Coreia do Norte em 1948 até 1950, enquanto Kim Il-sung se tornou o primeiro líder do país com o apoio da União Soviética e da China. Kim, após assumir o poder, organizou o EPC e fez com que a União Soviética o equipasse com armas modernas, tanques, aviões, artilharia e navios considerados inutilizáveis pelos soviéticos e pela China comunista. Depois da Guerra da Coreia, ele retomou o comando da EPC mesmo após sua eleição como presidente da Coreia do Norte em 1972. Na década de 1990, depois que envelheceu, Kim entregou o posto de Comandante Supremo da EPC, bem como a presidência da Comissão de Defesa Nacional do país, que supervisiona assuntos militares, para seu filho e designou o herdeiro como o próximo líder da Coreia do Norte, Kim Jong-il, um ano antes de sua morte em 1994. O ancião Kim permaneceu como presidente da Coreia do Norte, secretário-geral do PTC e presidente da Comissão Militar Central do partido, um órgão do partido que propagava a política nos assuntos militares. Após a morte de Kim Il-sung em 1994, Kim Jong-il, sendo o novo líder do país e o Comandante Supremo da EPC, impôs uma política Songun que priorizava os assuntos militares do país antes de qualquer outra coisa. Kim Jong-il, com sua morte em 2011, foi sucedido por seu filho Kim Jong-un, que o substituiu como o novo líder do país e das forças armadas. Kim Jong-un foi declarado publicamente como o novo Comandante Supremo pelo jornal norte-coreano Rodong Sinmun, em 24 de dezembro de 2011 e oficialmente nomeado para o cargo em 30 de dezembro de 2011.

## Lista de titulares do cargo
| Comandante Supremo do Exército Popular da Coreia                                 | Comandante Supremo do Exército Popular da Coreia                                        | Comandante Supremo do Exército Popular da Coreia | Comandante Supremo do Exército Popular da Coreia |
| Comandante Supremo                                                               | Comandante Supremo                                                                      | Assumiu o cargo                                  | Deixou o cargo                                   |
| -------------------------------------------------------------------------------- | --------------------------------------------------------------------------------------- | ------------------------------------------------ | ------------------------------------------------ |
|                                                                                  | Vice-marechal da República Popular Democrática da Coreia Choi Yong-kun 최용건 1900–1976 | 8 de fevereiro de 1948                           | 4 de julho de 1950                               |
|                                                                                  | Generalíssimo da República Popular Democrática da Coreia Kim Il-sung 김일성 1912–1994   | 5 de julho de 1950                               | 24 de dezembro de 1991                           |
|                                                                                  | Generalíssimo da República Popular Democrática da Coreia Kim Jong-il 김정일 1941–2011   | 24 de dezembro de 1991                           | 17 de dezembro de 2011                           |
| Vago (17 de dezembro de 2011-30 de dezembro de 2011)                             |                                                                                         |                                                  |                                                  |
|                                                                                  | Marechal da República Popular Democrática da Coreia Kim Jong-un 김정일 Nascido em 1984  | 30 de dezembro de 2011                           | 15 de dezembro de 2019                           |
| Comandante Supremo das Forças Armadas da República Popular Democrática da Coreia |                                                                                         |                                                  |                                                  |
| Comandante Supremo                                                               | Comandante Supremo                                                                      | Assumiu o cargo                                  | Deixou o cargo                                   |
|                                                                                  | Marechal da República Popular Democrática da Coreia Kim Jong-un 김정일 Nascido em 1984  | 15 de abril de 2019                              | Titular                                          |